# 任意脱退
任意脱退（にんいだったい）、もしくは任意解約（にんいかいやく）は、プロスポーツにおいて所属選手に対して行われる契約解除方式であり、韓国独自の制度である。

## 概要
KBO規約5章31条には、球団は次の各号のいずれかに該当する場合において選手の任意脱退を申請し、KBO総裁は当該選手を任意脱退選手として公示することが明記されている。
- 1.選手が参加活動期間または保留期間中に選手契約の解除を所属球団に申請し、球団がこれを承諾することで選手契約が解除された場合。
- 2.選手が選手契約の存続または更新を希望しないと認定し、球団が選手契約を解除する場合。

また、同32条には任意脱退選手に関する措置が明記されている。
- 1.任意脱退選手は公示日から選手団トレーニングに参加できない。 これに違反した場合、球団には制裁金1千万ウォンを賦課し、当該選手は違反が確認された日から2年間所属および育成選手として登録できない。
- 2.任意脱退選手の脱退当時、所属球団が総裁に第1項所定の公示を抹消することを要請して総裁が上記公示を抹消した場合、当該選手は上記公示の抹消日から自由契約選手に身分が変更される。
- 3.任意脱退選手がKBOに復帰するためには、第8章所定の手続きによらなければならない。
- 4.球団が総裁に任意脱退を申請した後は、これを撤回することができない。

KBOにする所属チームはその支配下にある選手が自分の意思による引退を希望した場合、任意脱退の手続きを取ることが出来る。また、選手自身がスポーツから離れた生活を希望し、チームがそれを了承する場合にも選手本人の合意の上でこの手続きをとることがある。これは自由契約にすると他チームが該当選手を獲得してしまう恐れがあることによる。
この手続きを取った場合、契約期間の間は所属クラブの支配下に留まるものの、報酬は一切支払われない。また所属チームの支配下にある以上、国内他チームに移籍する場合は所属チームにより手続きされる必要があり、独自での移籍の自由は認められない。
かつては選手によるチームの無断離脱・不良行為などで制裁を科す懲戒としても使用されていたが、2020年12月21日に大韓民国文化体育観光部がプロスポーツの公正な契約文化を定着させるためにプロスポーツ標準契約書を導入すると発表し、球団が任意脱退を強要する場合には選手が正当に契約解除を要求できるなど契約解除に対する理由を明確にした。これにより、任意脱退を適用させるには必ず選手の同意が必要となったため任意脱退は懲戒手段として使用不可能になった。 したがって、「任意脱退」という用語も本来の趣旨に合わせて「自発的引退」に変わった。

## 事例
- 済州ユナイテッドFCに所属していた姜修一は、ドーピング違反と飲酒運転により、出場停止と制裁金と併せて任意脱退の手続きが取られた。無報酬のまま国内移籍の叶わない姜は2017年、ザスパクサツ群馬と契約。これに対して済州は「2016年末までの契約だが、契約期間中に正常にプレーした期間は1年7ヶ月程度である。契約終了時は任意脱退の状態であり、契約延長の提案をしていたがクラブの同意無く移籍した」と主張[2]。これに対して群馬は契約終了時点での移籍自由の国際ルールに則ったとしている[3]。なお群馬との契約はドーピング違反に係るAFCとCASの制裁が解かれた後である[4]。

- 2019年新人ドラフトでロッテジャイアンツに指名され入団した鄭燾雄はロッテ球団との面談で「野球がうまくいかず、期待に応えられない。しばらく野球を離れたい」という意思を示した。球団も彼の意思を尊重する形で彼を任意脱退とし、球団関係者は「彼は若い選手だから頭を冷やして心を引き締めた後、再び戻ってきて一緒に活動することができるように願う」と語った[5]。